# La Laja, Cuichapa
La Laja är en ort i Mexiko.   Den ligger i kommunen Cuichapa och delstaten Veracruz, i den sydöstra delen av landet, 260 km öster om huvudstaden Mexico City. La Laja ligger 443 meter över havet och antalet invånare är 389.
Terrängen runt La Laja är varierad. Runt La Laja är det ganska tätbefolkat, med 129 invånare per kvadratkilometer. Närmaste större samhälle är Córdoba, 18,6 km nordväst om La Laja. Trakten runt La Laja består till största delen av jordbruksmark.